# Edvin Laine
Edvin Laine, nome d'arte di Edvin Armas Bovellán (Iisalmi, 13 luglio 1905 – Helsinki, 18 novembre 1989), è stato un regista e attore finlandese.
Il critico cinematografico Peter von Bagh ha detto a proposito delle sue opere che «hanno aiutato i finlandesi a comprendere in profondità se stessi e la loro terra».

## Biografia
Nato nel piccolo centro di Iisalmi, nella provincia della Finlandia Orientale, iniziò a recitare nel 1931 con una piccola parte in Sano se suomeksi di Yrjö Norta e nel 1943 esordì come regista con il dramma Yrjänän emännän synti.

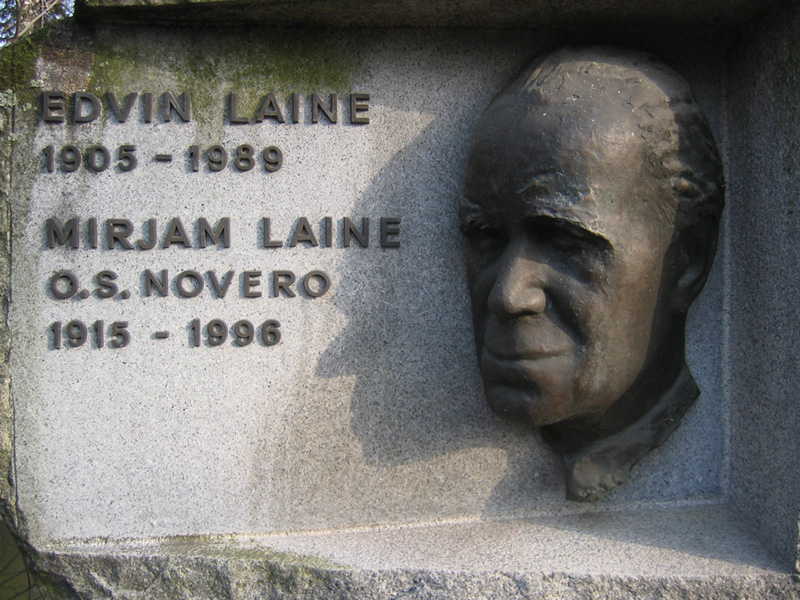
La tomba di Edvin Laine e sua moglie Mirjam Novero a Helsinki

Nel 1953 vinse il Jussi Award come miglior regista per Niskavuoren Heta e due anni dopo girò Il soldato sconosciuto, il suo film più famoso e tuttora il film finlandese di maggior successo in termini di incassi, per il quale si aggiudicò il secondo Jussi e il Premio OCIC alla 6ª edizione del Festival di Berlino. Sempre nel 1955 ricevette la Pro Finlandia Medal dall'Ordine del Leone di Finlandia e nel 1958 diresse e interpretò il film Sven Tuuva, proiettato l'anno successivo al Festival di Berlino.
A partire dagli anni sessanta affiancò l'attività televisiva a quella cinematografica, con produzioni come Rakas lurjus del 1963, adattamento dell'omonimo romanzo di Mika Waltari diretto con Jouko Castrén, e Täällä Pohjantähden alla del 1968, film epico in due parti della durata di oltre cinque ore per il quale vinse il terzo Jussi Award come miglior regista.
Continuò a lavorare fino al 1989, anno della sua morte, quando interpretò il ruolo dell'insegnante Lukkari nella miniserie Seitsemän veljestä tratta da Sette fratelli di Aleksis Kivi. Nel 2006 il regista Peter von Bagh gli ha dedicato un documentario trasmesso dalla televisione finlandese.
È sepolto nel cimitero di Hietaniemi a Helsinki.

### Vita privata
È stato sposato con Martta Parkkonen dal 1927 al 1938 e con l'attrice Mirjam Novero dal 1941 al 1989.

## Filmografia

### Regista
- Yrjänän emännän synti (1943)
- Ristikon varjossa (1945)
- Nokea ja kultaa (1945)
- Kultainen kynttilänjalka (1946)
- Kirkastuva sävel (1946)
- Kultamitalivaimo (1947)
- Pikku-Matti maailmalla (1947)
- Laitakaupungin laulu (1948)
- Laulava sydän (1948)
- Onnen-Pekka (1948)
- Ruma Elsa (1949)
- Prinsessa Ruusunen (1949)
- Aaltoska orkaniseeraa (1949)
- Isäpappa ja keltanokka (1950)
- Tapahtui kaukana (1950)
- Vihaan sinua - rakas (1951)
- Yhden yön hinta (1952)
- Niskavuoren Heta (1952)
- Jälkeen syntiinlankeemuksen (1953)
- Kunnioittaen (1954)
- Niskavuoren Aarne (1954)
- Opri (1954)

- Veteraanin voitto (1955)
- Il soldato sconosciuto (Tuntematon sotilas) (1955)
- Musta rakkaus (1957)
- Niskavuori taistelee (1957)
- Sven Tuuva (1958)
- Skandaali tyttökoulussa (1960)
- Myöhästynyt hääyö (1960)
- Tunnetteko Linnunradan? (1961) - Film Tv, co-regia con Jouko Castrén
- Pikku suorasuu (1962)
- Pinsiön parooni (1962)
- Rakas lurjus (1963) - Film Tv, co-regia con Jouko Castrén
- Teatterituokio (1964) - Serie Tv, 1 episodio
- Kunniakuja (1967) - Film Tv
- Täällä Pohjantähden alla (1968)
- Akseli ja Elina (1970)
- Pohjantähti (1973)
- Doverie (1976) - Co-regia con Viktor Tregubovich
- Viimeinen savotta (1977)
- Ruskan jälkeen (1979)
- Jaakko Ilkka (1982) - Film Tv
- Akaton mies (1983)
- Akallinen mies (1986)

### Attore
- Sano se suomeksi, regia di Yrjö Norta (1931)
- Laivan kannella, regia di Paavo Kostioja (1938)
- Seitsemän veljestä, regia di Wilho Ilmari (1939)
- Oi, kallis Suomenmaa, regia di Wilho Ilmari (1940)
- August järjestää kaiken, regia di T.J. Särkkä (1942)
- Rantasuon raatajat, regia di Orvo Saarikivi (1942)
- Keinumorsian, regia di Valentin Vaala (1943)
- Yrjänän emännän synti, regia di Edvin Laine (1943)
- Sylvi, regia di T.J. Särkkä (1944)
- Ristikon varjossa, regia di Edvin Laine (1945)
- Anna Liisa, regia di Orvo Saarikivi (1945)
- Nokea ja kultaa, regia di Edvin Laine (1945)
- Kultainen kynttilänjalka, regia di Edvin Laine (1946)
- Naiskohtaloita, regia di T.J. Särkkä (1947)
- Onnen-Pekka, regia di Edvin Laine (1948)
- Vihaan sinua - rakas, regia di Edvin Laine (1951)
- Yhden yön hinta, regia di Edvin Laine (1952)

- Jälkeen syntiinlankeemuksen, regia di Edvin Laine (1953)
- Hilmanpäivät, regia di Matti Kassila (1954)
- Rakas lurjus, regia di T.J. Särkkä (1955)
- Pastori Jussilainen, regia di Matti Kassila (1955)
- Risti ja liekki, regia di Armand Lohikoski (1957)
- Musta rakkaus, regia di Edvin Laine (1957)
- Niskavuori taistelee, regia di Edvin Laine (1957) - Narratore
- Sven Tuuva, regia di Edvin Laine (1958)
- Myöhästynyt hääyö, regia di Edvin Laine (1960)
- Tunnetteko Linnunradan?, regia di Edvin Laine e Jouko Castrén (1961) - Film Tv
- Rakas lurjus, regia di Edvin Laine e Jouko Castrén (1963) - Film Tv
- Teatterituokio (1964-1967) - Serie Tv, 2 episodi
- Elokuva jalostavasta rakkaudesta, regia di Mikko Niskanen (1967) - Film Tv
- Presidentti (1982) - Serie Tv, 2 episodi
- Akaton mies, regia di Edvin Laine (1983) - Narratore
- Akallinen mies, regia di Edvin Laine (1986) - Narratore
- Seitsemän veljestä (1989) - Serie Tv, 3 episodi

## Riconoscimenti
- 1953 – Jussi Awards
Miglior regista per Niskavuoren Heta

- 1956 – Festival internazionale del cinema di Berlino
Nomination Orso d'oro per Il soldato sconosciuto
Premio OCIC per Il soldato sconosciuto

- 1956 – Jussi Awards
Miglior regista per Il soldato sconosciuto

- 1959 – Festival internazionale del cinema di Berlino
Nomination Orso d'oro per Sven Tuuva

- 1961 – Festival cinematografico internazionale di Mosca
Nomination Grand Prix per Skandaali tyttökoulussa

- 1969 – Jussi Awards
Miglior regista per Täällä Pohjantähden alla

- 1971 – Festival cinematografico internazionale di Mosca
Nomination Grand Prix per Akseli ja Elina